# (29345) Ivandanilov
(29345) Ivandanilov (1995 DS1) – planetoida z pasa głównego asteroid okrążająca Słońce w ciągu 4,34 lat w średniej odległości 2,66 j.a. Odkryta 22 lutego 1995 roku.